# Plapigella persoluta
Plapigella persoluta är en insektsart som beskrevs av Nielson 1979. Plapigella persoluta ingår i släktet Plapigella och familjen dvärgstritar. Inga underarter finns listade i Catalogue of Life.